# André Holland
André Holland (Bessemer, 28 dicembre 1979) è un attore statunitense.
È noto soprattutto per aver interpretato il dottor Algernon Edwards nella serie televisiva The Knick e Matt Miller nella sesta stagione della serie antologica American Horror Story.

## Biografia
Holland ha frequentato la Florida State University e la New York University e presso quest'ultima ha conseguito una laurea in belle arti nel 2006.
La prima esibizione di Holland sul palco è stata nello spettacolo Oliver al Birmingham Summerfest Theatre, all'età di undici anni. Da allora ha recitato in diverse produzioni teatrali. Nel 2006 la sua interpretazione di tre personaggi (Simon, Rex e Jesse) nello spettacolo Blue Door gli ha valso l'apprezzamento da parte di Charles Isherwood del New York Times. Nel 2008 ha interpretato Eric nello spettacolo Wig Out! e, l'anno successivo, ha ricoperto il ruolo di Elegba/Marcus in The Brother/Sister Plays. Nel 2010 ha fatto parte del cast dello spettacolo di Matthew Lopez The Whipping Man e ha vinto il Vivian Robinson/Audelco Award come miglior attore non protagonista per la sua interpretazione.
Nel 2011 ha interpretato Julian "Fitz" Fitzgerald nella sitcom della NBC Amici di letto.
In seguito ha vestito i panni del giornalista sportivo Wendell Smith nel film del 2013 42 - La vera storia di una leggenda americana, e quelli del politico e attivista Andrew Young nel film del 2014 Selma - La strada per la libertà. Per la sua interpretazione in quest'ultimo è stato candidato a un Image Award e a un Black Reel Award.
Dal 2014 interpreta il ruolo del dottor Algernon Edwards nella serie televisiva The Knick di Cinemax, affiancando l'attore protagonista Clive Owen. Oltre a far parte del cast artistico di The Knick che ha vinto un Satellite Award come miglior cast di una serie televisiva, la sua interpretazione gli ha valso una candidatura al Satellite Award come miglior attore televisivo non protagonista.
Nel 2016 entra a far parte del cast principale della sesta stagione della serie antologica American Horror Story, interpretando il ruolo di Matt Miller.

## Filmografia

### Attore

#### Cinema
- Sugar - Il giovane campione (Sugar), regia di Anna Boden e Ryan Fleck (2008)
- Miracolo a Sant'Anna (Miracle at St. Anna), regia di Spike Lee (2008)
- Last Call, regia di Steven Tanenbaum (2008)
- Bride Wars - La mia migliore nemica (Bride Wars), regia di Gary Winick (2009)
- Small, Beautifully Moving Parts, regia di Annie Howell e Lisa Robinson (2011)
- 42 - La vera storia di una leggenda americana (42), regia di Brian Helgeland (2013)
- Black or White, regia di Mike Binder (2014)
- Selma - La strada per la libertà (Selma), regia di Ava DuVernay (2014)
- Moonlight, regia di Barry Jenkins (2016)
- Nelle pieghe del tempo (A Wrinkle in Time), regia di Ava DuVernay (2018)
- High Flying Bird, regia di Steven Soderbergh (2019)
- Due donne - Passing (Passing), regia di Rebecca Hall (2021)
- Bones and All, regia di Luca Guadagnino (2022)
- Shirley, regia di John Ridley (2024)
- Exhibiting Forgiveness, regia di Titus Kaphar (2024)

#### Televisione
- Law & Order - I due volti della giustizia (Law & Order) - serie TV, 1 episodio (2006)
- The Black Donnellys - serie TV, 1 episodio (2007)
- The News, regia di Marc Buckland - film TV (2007)
- Lost & Found, regia di Michael Engler - film TV (2009)
- The Rockford Files, regia di Michael W. Watkins - film TV (2010)
- Damages - serie TV, 1 episodio (2010)
- Amici di letto (Friends with Benefits) - serie TV, 13 episodi (2011)
- Burn Notice - Duro a morire (Burn Notice) - serie TV, 1 episodio (2011)
- 1600 Penn - serie TV, 13 episodi (2012-2013)
- The Knick - serie TV, 20 episodi (2014-2015)
- American Horror Story - serie TV, 10 episodi (2016)
- Castle Rock – serie TV (2018)
- The Eddy - miniserie Tv, 8 episodi (2020)

### Doppiatore
- Terminator Zero – serie TV (2024)

### Produttore
- High Flying Bird, regia di Steven Soderbergh (2019)

## Teatro
- Molto rumore per nulla di William Shakespeare, regia di David Esbjornson. Delacorte Theatre dell'Off Broadway (2004)
- Come vi piace di William Shakespeare, regia di Mark Lamos. Delacorte Theatre dell'Off Broadway (2005)
- Blue Door di Tanya Barfield, regia di Leigh Silverman. Playwrights Horizons dell'Off Broadway (2006)
- Wig Out! di Tarell Alvin McCraney, regia di Tina Landau. Vineyad Theatre dell'Off Broadway (2008)
- Joe Turner's Come and Gone di August Wilson, regia di Bartlett Sher. Belasco Theatre di Broadway (2009)
- The Brother/Sister Plays di Tarell Alvin McCraney, regia di Robert O'Hara. Public Theater dell'Off Broadway (2009)
- The Whipping Man di Matthew Lopez, regia di Douglas Hughes. New York City Center dell'Off Broadway (2011)
- Tutto è bene quel che finisce bene di William Shakespeare, regia di Daniel Sullivan. Delacorte Theatre dell'Off Broadway (2011)
- Misura per misura di William Shakespeare, regia di David Esbjornson. Delacorte Theatre dell'Off Broadway (2004)
- Jitney di August Wilson, regia di Ruben Santiago-Hudson. Samuel J. Friedman Theatre di Broadway (2017)
- Otello di William Shakespeare, regia di Claire van Kampen. Shakespeare's Globe di Londra (2018)

## Doppiatori italiani
Nelle versioni in italiano delle opere in cui ha recitato, André Holland è stato doppiato da:
- Riccardo Scarafoni in 42 - La vera storia di una leggenda americana, The Eddy
- Gianfranco Miranda in Moonlight, Due donne - Passing
- Alessandro Quarta in Miracolo a Sant'Anna, The Knick
- Stefano Alessandroni in American Horror Story, Nelle pieghe del tempo
- Gianluca Crisafi in Amici di letto
- Alberto Bognanni in Burn Notice - Duro a morire
- Roberto Certomà in Selma - La strada per la libertà
- David Chevalier in 1600 Penn
- Luigi Ferraro in Black or White
- Simone D'Andrea in Bones and All